# Kam'yane
Kam'yane  (ucraniano: Кам'яне) es una localidad del Raión de Podilsk en el Óblast de Odesa de Ucrania. Según el censo de 2001, tiene una población de 1425 habitantes.